# Саундвејв
Саундвејв (енгл. Soundwave) је измишљени лик из серијала Трансформерси и један од најпознатијих Десептикона.
Саундвејв је један од најпрепознатљивијих ликова из оригиналне Трансформерс линије. У себи има алтернативни мод, микрокасету рекордер, и поседује карактеристичан компјутеризовани глас. Такође Саундвејв је десна рука Мегатрона заповедника Десептикона у борби против Аутобота, јер помоћу своје опреме може да шпијунира непријатеља. Поред тога, он има фотографско памћење захваљујући великој способности складиштења података на магнетним дисковима у простору на грудима. РТС је емитовао Генерација 1 серију током 1991. године, а глас Саундвејву је дао глумац Мирослав Бијелић.

## Трансформерс Прајм
У овој анимираној серији, Саундвејв је најлојалнији поданик Мегатрону. Он и Мегатрон упознали су се на Сајбертрону, а обојица су били гладијатори. Саундвејв је од тад почео да се диви Мегатрону и постао је његов први следбеник. Касније када Мегатрон није био изабран за једног од Тринаесторице Прајма, основао је групу којој је дао име Десептикони и почео да уништава Сајбертрон, убијајући свакога ко му се не покори, Саундвејв и Мегатрон постали су једни од првих званичних десептикона. У овом серијалу види се да Саундвејв уопште не прича, осим у једној епизоди где каже само четири речи. Овде, он се трансформише у дрона за надгледање.